# 롄시구

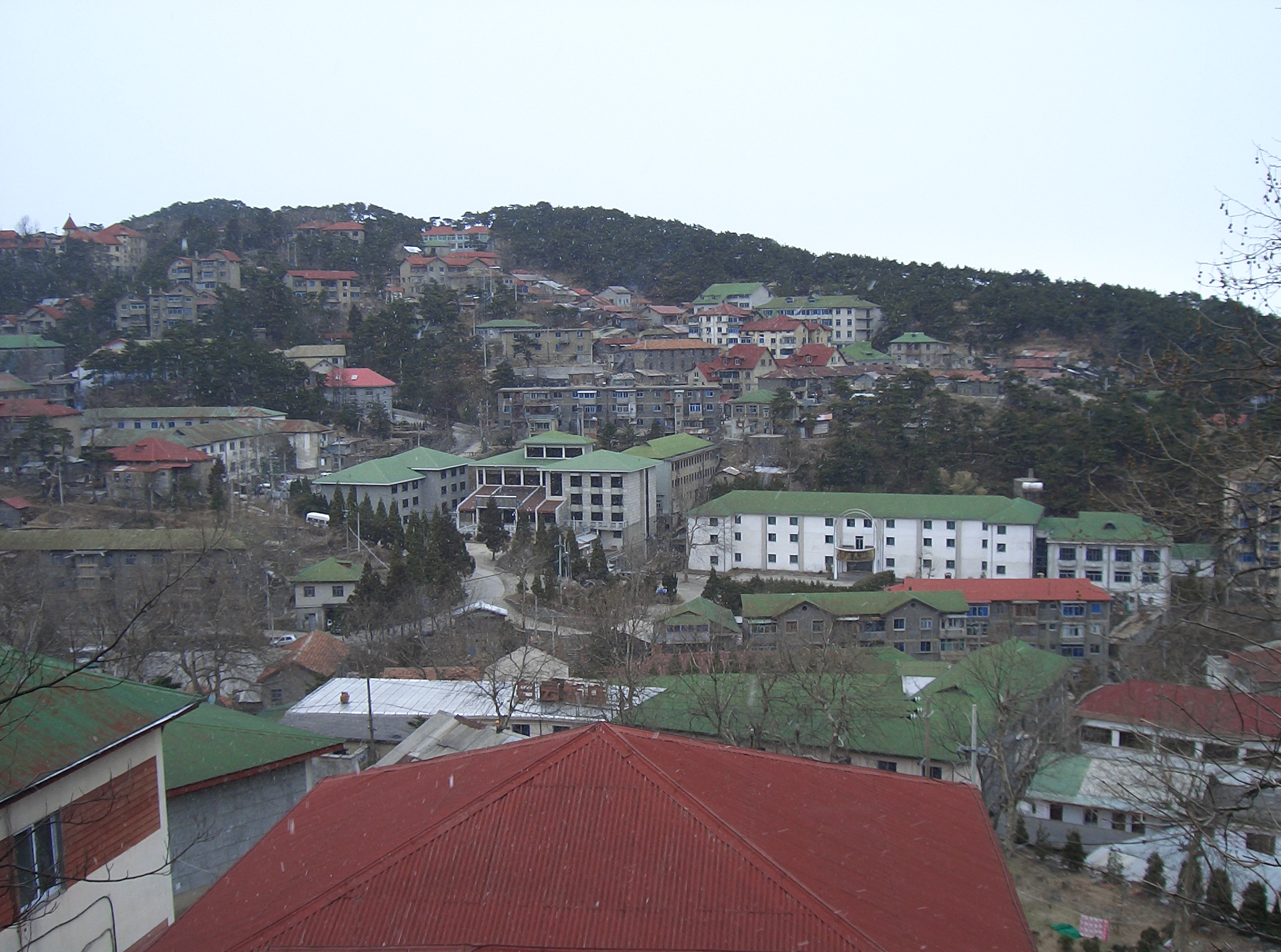

롄시구(한국어: 염계구, 중국어: 濂溪区, 병음: Liánxī Qū)는 중화인민공화국 장시성 주장 시의 시할구이다. 넓이는 548km2이고, 인구는 2007년 기준으로 290,000명이다. 국내외 관광객들에게 인기있는 루 산과 휴양촌이 있는 곳이다.
이전 명칭은 루산 구(한국어: 여산구, 중국어: 庐山区, 병음: Lúshān Qū) 이었다.

## 역사
루산 휴양촌은 1800년대 후반에 유럽과 미국 여행자들에 의해 세워졌다. 온화한 여름 때문에 루산의 산촌은 종종 "천연 냉방기"로 불렸다. 많은 여행자들은 주변 도시의 더위를 피해 산에서 여름을 보냈다.
1949년 이전에 루산은 종종 국민당 군대의 훈련지이자 집결지였다. 중화민국의 총통 장제스는 휴양지로써 루산을 종종 방문했다. 1946년에 미국을 대표해 특사 자격으로 온 조지 마셜 장군은 2차 대전 후에 중국의 역할에 대해 논의하기 위해 장제스와 만났다.
1949년에 중국이 공산주의자들에게 넘어간 후에 이곳은 중국공산당 중앙위원회의 회담 장소로 유명해졌다. 1959년에 "루산 회의"라고 알려진 중앙위원회 제8차 총회가 개최되었고 1970년에 제9차 총회 또한 이곳에서 개최되었다.

## 기후
연평균 기온은 17.1°C이고 연평균 강수량은 1412.4mm이다. 무상기일은 263일이다.

## 행정 구역
3개 가도, 7개 진, 1개 향을 관할한다.
- 가도: 十里街道, 五里街道, 七里湖街道.
- 진: 姑塘镇, 威家镇, 新港镇, 莲花镇, 海会镇, 赛阳镇, 牯岭镇.
- 향: 虞家河乡.